# Bernhard Klodt
Bernhard Klodt (né le 26 octobre 1926 à Gelsenkirchen - mort le 23 mai 1996 à Garmisch-Partenkirchen) est un footballeur international allemand. Il évoluait au poste d'attaquant.

## Club
- 1949-1963 : Schalke 04

## Palmarès
- 19 sélections et 3 buts en équipe d'Allemagne entre 1950 et 1959
- Vainqueur de la Coupe du monde 1954 avec l'Allemagne